# Де Эссекс (род)
Де Эссекс (англ. de Essex) — англонормандский баронский род, владевший поместьями в ряде английских графств (в основном в Эссексе) в XI—XII веках. Возможно род был побочной ветвью Нормандской династии. Представители рода занимали заметное положение при королевском дворе ещё во время правления Эдуарда Исповедника, сохранили его и после Нормандского завоевания. Последним значительным представителем рода был Генри де Эссекс, который во время правления Генриха II Плантагенета был обвинён в государственной измене и проиграл судебный поединок, после чего его владения были конфискованы.

## История
Родоначальником династии был нормандец Роберт Фиц-Вимарк, переселившийся в Англию в то время, когда Эдуард Исповедник получил корону. Его точное происхождение неизвестно. В источниках указывается только имя его матери — Вимарк (Гимара), которая, возможно, была бретонкой. Осберт де Клер указывает, что Роберт Фиц-Вимарк занимал выдающееся положение среди норманнов благодаря своему происхождению. Поскольку Роберт входил в ближайшее окружение  Эдуарда Исповедника и Вильгельма Завоевателя, то возможно, что он был незаконнорождённым отпрыском семьи герцогов Нормандских.
Роберт Фиц-Вимарк занимал видное положение при дворе Эдуарда, занимая должность конюшего, из-за чего в некоторых источниках упоминается с прозвищем Конюший (англ. Robert the Staller). От Эдуарда Исповедника Роберт получил значительные владения, в первую очередь в Эссексе, где он не позднее 1052 года построил замок Клаверинг. Сохранил он своё положение и после восхождения на престол Гарольда II, но при вторжении в Англию нормандского герцога Вильгельма Завоевателя поддержал его, послав ему сообщение, предупреждающее о силе армии короля Гарольда, предлагая тому отступить в укреплённое место, опасаясь, что нормандцы не смогут одолеть английского короля. За это он получил от ставшего королём Вильгельма новые владения и должность шерифа Эссекса. Согласно «Книге Страшного суда» его владения составляли 150 гайд в семи графствах (по большей части в Эссексе), что делало его десятым по богатству землевладельцем-мирянином в Англии из числа не имевших графский титул.
Наследник Роберта, Свейн, увеличил владения рода. В 1170-е он как и отец занимал должность шерифа Эссекса, но к 1186 году её потерял. Он построил замок Рейли в Эссексе, поэтому его владения называют баронией Рейли.
Генри де Эссекс, внук Свейна, во время правления короля Стефана Блуасского, около 1151 года стал королевским констеблем и судьёй в Эссексе. После восшествия на престол Генриха II Плантагенета он первоначально сохранил своё положение, однако во время кампании короля в Северном Уэльсе летом 1157 года во время одного из сражений разнёсся слух, что король убит; поверив ему, Генри бросил королевский штандарт и сбежал. Слух оказался ложным, в результате влияние констебля при дворе снизилось. А в 1163 году Роберт де Монфор, семья которого в своё время владела баронией Хаафли, доставшейся Генри посредством брака, предъявил тому обвинение в государственной измене. В итоге состоялся судебный поединок, в котором Генри проиграл. Хотя он и выжил, но его владения были конфискованы, а самому ему было дозволено постричься в монахи.
У Генри было минимум 3 сына, о потомстве которых ничего неизвестно, а также 2 дочери. Одна из них, Агнесса, была выдана замуж за графа Оксфорда, а другая, Алиса, за Джеффри де Сэя.

## Генеалогия
- Роберт Фиц-Вимарк (ум. ок. 1070), барон в Эссексе, шериф Эссекса[1][6].
  - Свейн Фиц-Роберт (ум. 1100/1114), барон Рейли в Эссексе[1][3][6].
    - Уильям Фиц-Свейн[6].
    -  Роберт Фиц-Свейн (ум. после 1130), барон Рейли в Эссексе; жена: Гуннора Биго, дочь сэра Роджера Биго и Аделизы де Тосни[6].
      - (?) Роберт де Эссекс (ум. 1132/1140); жена: Аделиза де Вер (ок. 1105 — после 1185), дочь Обри де Вера II и Аделизы де Клер[К 3]; её вторым мужем был Роджер Фиц-Ричард (ум. до 1185), барон Уоркворта[6].
      - Генри де Эссекс (ум. ок. 1170), барон Рейли в Эссексе ?—1163, королевский констебль в 1151—1163; 1-я жена: Сесилия; 2-я жена: Алиса[5][6].
        - (от 1-го брака) Генри де Эссекс (ум. после 1210)[5][6].
        - (от 1-го брака) Хью де Эссекс (ум. после марта 1194)[5][6].
        - (от 1-го брака) Роберт де Эссекс[5].
        - (от 1-го брака) Агнесса де Эссекс (1151 — после 1206); муж: с 1163 Обри де Вер (ок. 1110—26 декабря 1194), граф де Гин в 1137—1141/1142 годах, 1-й граф Оксфорд с 1141 года[5][6][8].
        - (от 1-го брака) Алиса де Эссекс; муж: Джеффри де Сей[5].

      -  (?) Гуннора[К 4][6].

  -  дочь, её имя не упоминается, Роберт Фиц-Вимарк подарил её мужу поместье Бромфилд в Шропшире. Существует гипотеза, что её мужем был Ричард Скроб, шериф Вустершира, однако эта идентификация не бесспорна[К 5]. Не исключено, что зятем Роберта Фиц-Вимарка был Роберт, который согласно «Книге Страшного суда» в 1086 году поместье Бромфилд от графа Шрусбери[1].